# Smelowskia mongolica
Smelowskia mongolica là một loài thực vật có hoa trong họ Cải. Loài này được Kom. miêu tả khoa học đầu tiên năm 1911.